# Casimir Gide
Pour les articles homonymes, voir Gide.

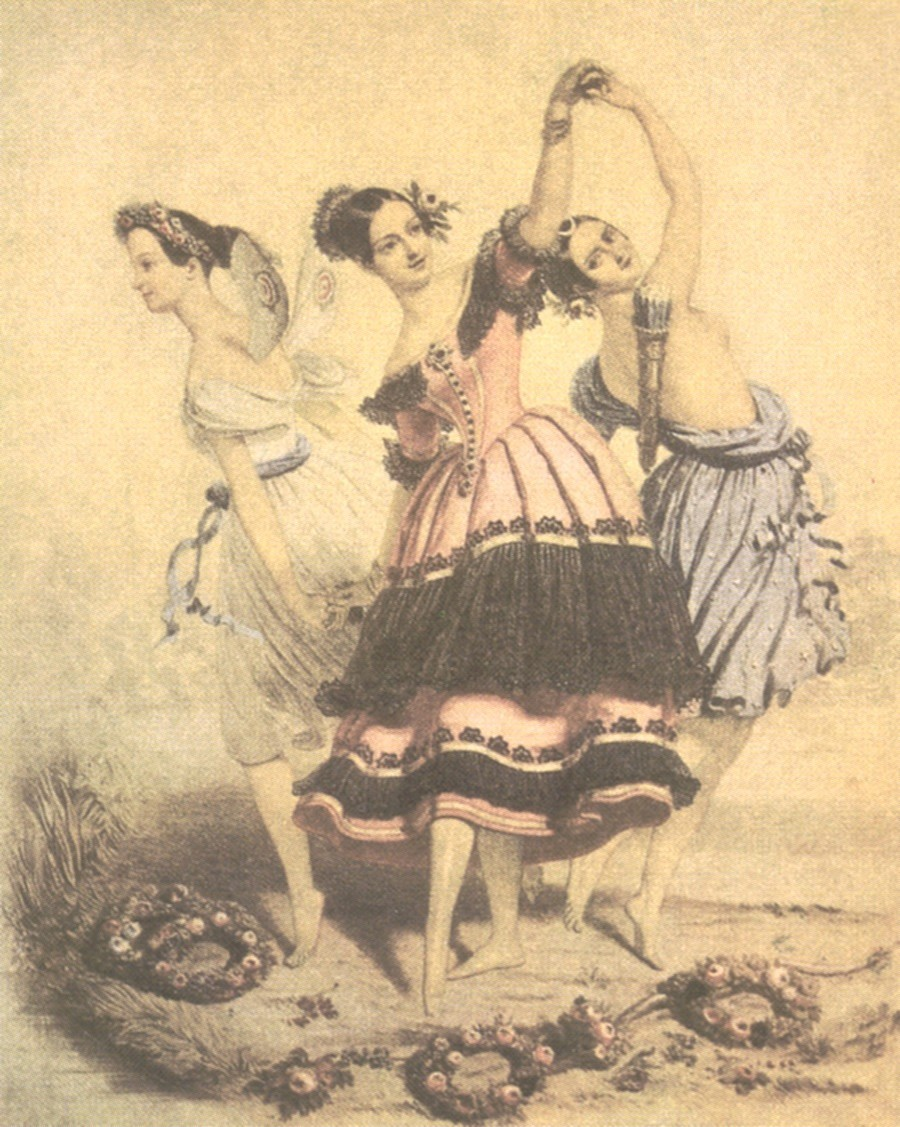
Les Trois Grâces de Charles Challon pour Le Diable boiteux de Casimir Gide

Casimir Gide (Paris, 4 juillet 1804 - Paris, 18 février 1868) est un compositeur de musique, libraire et éditeur d'estampes et de cartes français.

## Biographie
Fils du libraire parisien Théophile-Étienne Gide (1768-1837) à qui il succèdera et d’une cantatrice de la chapelle du roi, il étudie l'harmonie et la composition au Conservatoire de Paris. Breveté libraire le 4 février 1833 de la maison Gide fils, il fut un important imprimeur de lithographies et finança la publication de six volumes parmi les dix-neuf des Voyages pittoresques et romantiques dans l'ancienne France de Charles Nodier et Justin Taylor. En 1854, il est un des premiers à lancer la mode des opérettes de salon et des soirées artistiques.

## Œuvres
On lui doit des musiques de genre, de ballets et d'opéras.

### Spectacles
- Les Trois Marie (vaudeville de Louis Duport, chant et accompagnement), 1828
- La Cachucha, 1829
- La Chatte blanche, 1830
- Les Trois Catherine, 1830 (avec Adolphe Adam)
- Le Roi de Sicile (opéra-comique en un acte, avec Frédéric Soulié), 1830
- Les Jumeaux de la Réole, 1831
- La Tentation, 1832
- L'Île des pirates, 1835
- Le Diable boiteux, 1836 (ballet pantomime en trois actes, avec Edmond Burat de Gurgy et Fanny Elssler)
- La Volière ou les Oiseaux de Boccace, 1838
- La Tarentule (ballet-pantomime), 1839
- Ozaï, 1847 (ballet pantomime en deux actes, avec Jean Coralli)
- Pas redoublé pour harmonie militaire
- Romance ! (avec Horace Gide)
- Belphegor, 1858

### Musiques
- Quadrille et valse (Piano) pour Le Diable boiteux
- rondos-fantaisies sur Ozaï
- Trois quadrilles de contredanses suivis de deux valses et un galop sur La Tentation (avec Jacques-Fromental Halévy)

## Écrits
- L’Angélus, opéra-comique en un acte (avec Jean-Joseph Ader), 1834
- Fragment d'un répétiteur de ballet, 1845
- Le Camélia (petite ronde pour piano sur une valse du ballet Le Diable boiteux). op. 102
- Le muguet (petit rondo pour piano sur un air de danse du ballet Le Diable boiteux
- La Tentation, opéra en 5 actes, paroles de Cavé, musique de Halévy, ballets musique de Casimir Gide (morceaux détachés chant et piano par Casimir Gide)

### Éditions lithographiques (estampes)
- Château de Dompierre, 1845
- Grande Salle de l’Hôtel de Ville de St Quentin, 1845
- Intérieur de l’Église de Notre Dame de Nesle, 1845
- Ancien Hôtel de Ville de Châlons-sur-Marne, 1857
- Ancienne Église St Nicaise à Reims, 1857
- Église d'Hermouville, 1857
- Église St Laurent à Nogent sur Seine, 1857
- Portail du Sud de l’Église de Mézières, 1857
- Portail méridional de l’Église de Réthel, 1857
- Vues d'une partie de l’Église de Bourgogne, 1857